# Кассерио, Джулио
Джулио Кассерио (итал. Giulio Casserio; Giulio Cesare Casseri, Джулио Чезаре Кассери, 1545, по другим сведениям 1551 или 1552—1616) — итальянский анатом.
Профессор в Падуе. Написал несколько оригинальных трудов об органах речи и слуха: «De Vocis auditusque organis hist. anatomica» (Феррара, 1600); «Pentaestheseion» (Венеция, 1609); «Tabulae anatomicae LXXVIII» (Венеция, 1627); «Tabulae de formato foetu» (Амстердам, 1645). Известен также как один из учителей Уильяма Гарвея.